# Коган Лазар Йосипович
Коган Лазар Йосипович (1889 , Красноярський повітd, Єнісейська губернія  — 3 березня 1939 , Розстрільний полігон «Комунарка» ) — діяч ВЧК-ОГПУ-НКВД СРСР, старший майор держбезпеки (1935). Начальник ГУЛАГ ОГПУ (1930–1932). Заступник начальника ГУЛАГ ОГПУ-НКВД (1932–1936).

## Біографія
Народився в селі Єлівка (або с. Ялівка Нахвальської волості) Красноярського повіту Єнісейської губернії в єврейській родині, батько торгував хутром, був купцем 1-ї гільдії.
Активний учасник революційного руху, анархо-комуніст. У 1908 Київським військово-окружним судом за участь у збройних пограбуваннях засуджений до смертної кари, заміненою вічною каторгою, яку відбував у Єлисаветградському та Херсонському централах. Член партії більшовиків з липня 1918. 
Служив у РСЧА — комісар батальйону, начальник партійної школи.
У 1920 — начальник Особливого відділу (ОВ) 9-ї армії, начальник ОВ при ЧК Терської області. Потім у ЧК-ГПУ на Північному Кавказі — начальник Новоросійської ЧК, з 1923 — заступник начальника Дагестанської ЧК.
З 1926 — помічник начальника Головного управління прикордонної охорони та військ ОГПУ (ДУПОіВ/ОГПУ) СРСР.
У 1930 — помічник начальника ОВ ОГПУ.
У 1930–1932 — начальник УЛАГ ОГПУ, з 1932 — заступник начальника ГУЛАГ, начальник Біломорбуду, до серпня 1936 — начальник будівництва каналу Москва-Волга.
У 1936–1937 — заступник народного комісара лісової промисловості СРСР.
4 серпня 1933 року нагороджений орденом Леніна (№ 527) за активну участь у керівництві будівництвом Біломоро-Балтійського каналу, орденом Червоного Прапора. Член ЦВК СРСР у 1935-1937 роках.
Заарештований 31 січня 1938 року. 
3 березня 1939 року розстріляний за вироком Військової колегії Верховного суду СРСР.
Реабілітований у 1956 році.